# Acide d'Osbond
L'acide d'Osbond est un acide gras polyinsaturé oméga-6 correspondant à l'acide tout-cis-Δ4,7,10,13,16-docosapentaénoïque (22:5). Il résulte de l'élongation de l'acide arachidonique d'une unité acétyle à son extrémité carboxylique –COOH.